# ميشال غوتوالد
ميشال غوتوالد (بالسلوفاكية: Michal Gottwald)‏ هو لاعب كرة قدم سلوفاكي في مركز الهجوم، ولد في 21 أبريل 1981 في تشادتسا في سلوفاكيا. لعب مع أوفي كريت وليغيا وارسو ونادي جيلينا ونادي سلوفان براتيسلافا.